# Lycée Do Kamo
Das Lycée Do Kamo ist eine private evangelische weiterführende Schule in Nouméa im französischen Überseegebiet Neukaledonien. Es wird als „Lycée de la dernière chance“ (Lycée der letzten Chance) bezeichnet und richtet sich speziell an Kanak-Schüler der unteren sozio-ökonomischen Schicht.

## Geschichte
1948 erwarb die evangelische Kirche ein 52 Ar großes Grundstück mit einem Holzgebäude in der rue Taragnat, um dort junge Kanak vom Hinterland und den Loyalitätsinseln unterzubringen, „die von Alkoholismus und schlechtem Benehmen befallen waren“. Es wurde auch eine kleine Grundschule eröffnet, wo die Kinder der zugezogenen Arbeitskräfte von zwei indigenen „Moniteurs“ unterrichtet wurden. Sie wurde bald zum Auffanglager für Schüler, die auf den staatlichen Schulen nicht aufgenommen wurden. 1969 wurde ein Internat eröffnet für die Schüler, die das Lycée Lapérouse besuchten, 1976 folgte ein zweites für die Schüler des Lycée Blaise-Pascal.
1979 wurde schließlich das Lycée eröffnet. Es bestand zunächst nur aus zwei Klassen mit insgesamt 54 Schülern, die von vier Lehrkräften unterrichtet wurden. Zusätzlich beschäftigte es vier Hausmeister und zwei Pausenaufsichten (surveillants). Es wurde von einem Schuldirektor sowie einem Internatsdirektor geleitet. Im folgenden Jahr wurde es Do Kamo genannt, das in der Kanaksprache von Houaïlou „wahrer Mann/Mensch“ bedeutet, womit gemeint ist, dass man erst durch die Bildung zu einem echten Menschen wird.
1988 wurden die Baccalauréat-Abschlüsse erweitert. Es wurde von 164 Schülern besucht, die von 19 Lehrern unterrichtet wurden. Bis 1999 wurden zwei weitere Gebäude errichtet und die Abschlüsse erneut ausgedehnt. Sie umfassten nun auch berufsbildende Zertifikate. Die Zahl der Schüler stieg auf 482 und die der Lehrer auf 44; bis 2024 erhöhte sich die Schülerzahl auf 550. Aus ihren Reihen sind mehrere Führungskräfte aus Wirtschaft und Politik hervorgegangen, wie Dominique Katrawa  (der erste Kanak-Generaldirektor des Konzerns Société le Nickel), Fote Trolue (der erste Kanak-Richter), Dick Ukeiwe (Gründungsmitglied der Partei RPCR und Senator) oder Yann Celene Uregei (Gründungsmitglied der Gewerkschaft USTKE). Umgekehrt machen aber auch ehemalige Schüler als Straftäter Schlagzeilen, wie eine 18-Jährige, die kurz vor Weihnachten 2022 1,5 Millionen CFP-Francs entwendete und unter ihren Freunden verteilte. Ursprünglich für Schüler der entfernten Landesteile gegründet, stammt mittlerweile ein Drittel der Schüler aus der Umgebung von Grand Nouméa.
Im Dezember 2023 wurde die Organisation Alliance Scolaire de l’Église Évangélique (ANSEE), die Betreiberin des Lycées, juristisch liquidiert. Um den Weiterbetrieb zu gewährleisten, erwarb der französische Staat die Immobilie.